# André Hekking
André Hekking est un violoncelliste français né à Bordeaux le 30 novembre 1866 et mort à Paris 15e le 14 décembre 1925.

## Biographie
Né à Bordeaux le 30 novembre 1866, Gérard Auguste André Hekking est le fils du violoniste et professeur au Conservatoire du Havre Gérard Charles Hekking (1845-1891) et d'Elisabeth Lauvray (1844-1869). Il étudie le violoncelle dans sa ville natale avec son grand-oncle Carel Josephus Antonius (Charles) Hekking (1826-1886) puis continue ses études avec Charles-Auguste de Bériot. Dès l'âge de quinze ans, il entame une tournée de concerts en Espagne. Il est professeur de violoncelle au Conservatoire de Bordeaux jusqu'en 1908. Hekking s'installe alors à Paris où il enseigne le violoncelle, fort de sa réputation de virtuose acquise dans toute l'Europe et devient également le violoncelliste du quatuor Marsick-Hekking. À partir de 1915, il joue en trio avec le violoniste Jules Boucherit et le pianiste Maurice Dumesnil. Il est nommé professeur de violoncelle au Conservatoire de musique et de déclamation à Paris, intérimaire de 1917 à 1919puis titulaire jusqu'à son décès. Il enseigne aussi au Conservatoire américain de Fontainebleau.
André Hekking a entre autres pour élèves Juan Ruiz Casaux et Charles Houdret (en). Son oncle Anton Hekking (en) et son cousin germain Gérard Hekking sont également violoncellistes.
Il meurt à Paris 15e le 14 décembre 1925. Il était chevalier de la Légion d'honneur.